# 糖質コルチコイド受容体拮抗薬
糖質コルチコイド受容体拮抗薬（とうしつコルチコイドじゅようたいきっこうやく、英：Antiglucocorticoid）または抗糖質コルチコイド薬（こうとうしつコルチコイドやく）とは、体内の糖質コルチコイド活性を低下させる薬剤の一群である。

## 解説
ミフェプリストンなどのステロイド系糖質コルチコイド受容体直接拮抗薬がある。
抗糖質コルチコイド薬としては、メチラポン、ケトコナゾール、アミノグルテチミドなどの糖質コルチコイド合成阻害薬も使用される。これらはクッシング症候群の治療に用いられる。
糖質コルチコイド拮抗薬は、一部の特定の気分障害に有効な抗うつ薬となりうるが、副作用の為に使用が制限されている。